# ボストンカレッジ
ボストン・カレッジ（英語: Boston College、通称BC）は、マサチューセッツ州ボストンに本部を置くアメリカ合衆国の私立大学。1863年創立、1863年大学設置。大学の略称はBC。
ボストン市西部、ブライトン・ニュートンの2市にもまたがるチェスナット・ヒル地区に位置する名門私立総合大学。ボストン・カレッジの歴史は古く1863年に創立されたボストン市内で最も古い大学だったが、今は移転してボストン市の西10km（約6マイル）の郊外に位置する。丘の上のキャンパスが美しいことで知られており、特にゴシック様式の建物が有名である。また、アメリカで最も古い一般教育の歴史を持つイエズス会が経営する大学であるために、本校はリベラルアーツの一般教育をとりわけ強調している。国内での権威は高く1956年の卒業式演説でカトリック信徒であったジョン・F・ケネディに「イエズス会のアイビー」（"Jesuit Ivy"）と呼ばれたことがある。ヒドゥン・アイビー（Hidden Ivies）及びNewsweek及びForbesの新しいアイビーリーグ（ニュー・アイビー ニュー・アイビー）の一校に数えられる。
『US News and World Report』誌のAmerica's Best Colleges 2020のNational Universities; Top schools部門において37位、2016年度フォーブス誌 "Top Colleges" ランキングでは全米22位にランクされている。
2021年の合格率は19％。合格者のSAT平均点は1460-1540、ACTは33-35。
ボストン・カレッジは早稲田大学および上智大学と交換留学協定を結んでいる。
なお、日本ではBoston Collegeがボストン大学と訳されることがしばしばあるが、ボストン大学（Boston University ）は全く別の大学である。

## 概要

### 歴史
ボストン・カレッジは、19世紀にカトリック市民と移民の入学に制限を設けていたハーバード大学に対抗しうるカトリック学校として1863年にイエズス会によって創立された。

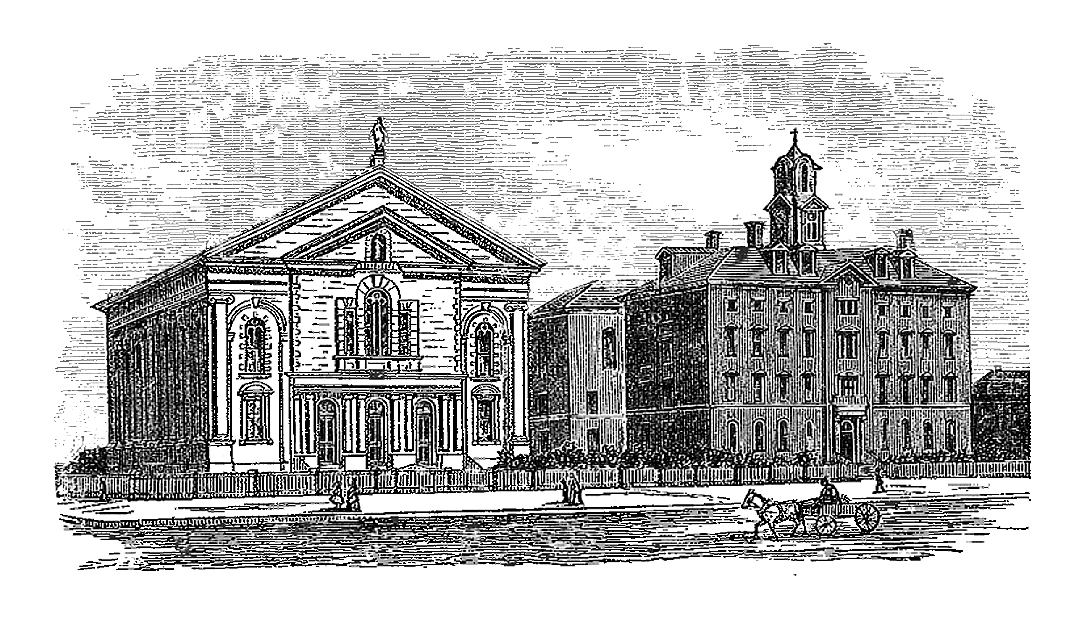
ボストン市内にあった頃のボストン・カレッジ

元から総合大学として創立されたが、22人が1864年9月5日に入学してから70年間は主にギリシャとローマの古典、英語と他の言語、哲学と宗教を教えたリベラル・アーツの単科大学であった。
初期はボストン市内のボストン・カレッジ高校と同じ建物を使っていた。約50年後、学生数が500人を超すとボストン市内では場所が足りないことが明らかになり、1907年に田舎のチェスナットヒル市に引っ越した。大学がボストン市内に無いのにボストン・カレッジという名であるのはこの過去のため。ちなみに、ボストン・カレッジ高校は1927年までボストン・カレッジ系列。今でも存在し、ボストン・カレッジの学生にはボストン・カレッジ高校の卒業生が多い。

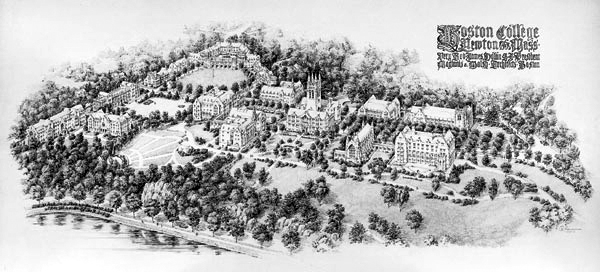
マギニスの「アメリカのオックスフォード」

チェスナットヒル市の新しいキャンパスの設計は数々の建築家が提案したが、選択されたのはドーナ・マギニスのゴシック様式な建物が20個ほど揃う「アメリカのオックスフォード」と呼ばれた案。1909年にリサイテイション棟（Recitation Building、現ギャッソン・ホール Gasson Hall）が完成すると、1917年にセイント・メリー・ホール（St. Mary Hall、現セイント・メリー教会）、1924年にデブリン・ホール（Devlin Hall）、1928年にバプスト図書館（Bapst Library）と続く。大学の初期はこの四個の建物がキャンパス。全て現在も使用されているが、もう大学の中心では無い。資金不足もあり、キャンパスはマギニスの設計通りに造られなかった。
他の組織が足され始めたのは1920年代から。主学部のアーツ・アンド・サイエンシーズ（A&S）の大学院、ロースクール（法律大学院）、夜間学校が創立されると1930年代にビジネススクール、1947年に教育学スクール、1952年に看護スクールと続いた。ロー、夜間課程、ビジネススクール、看護スクールはアーツ・アンド・サイエンシーズ同様元はボストン市内にあった。実際、1948年にビジネススクールがチェスナットヒルに移ると、看護スクールは元ビジネススクールの建物で開校した。
アーツ・アンド・サイエンシーズの博士号は1952年に初めて授けられる。

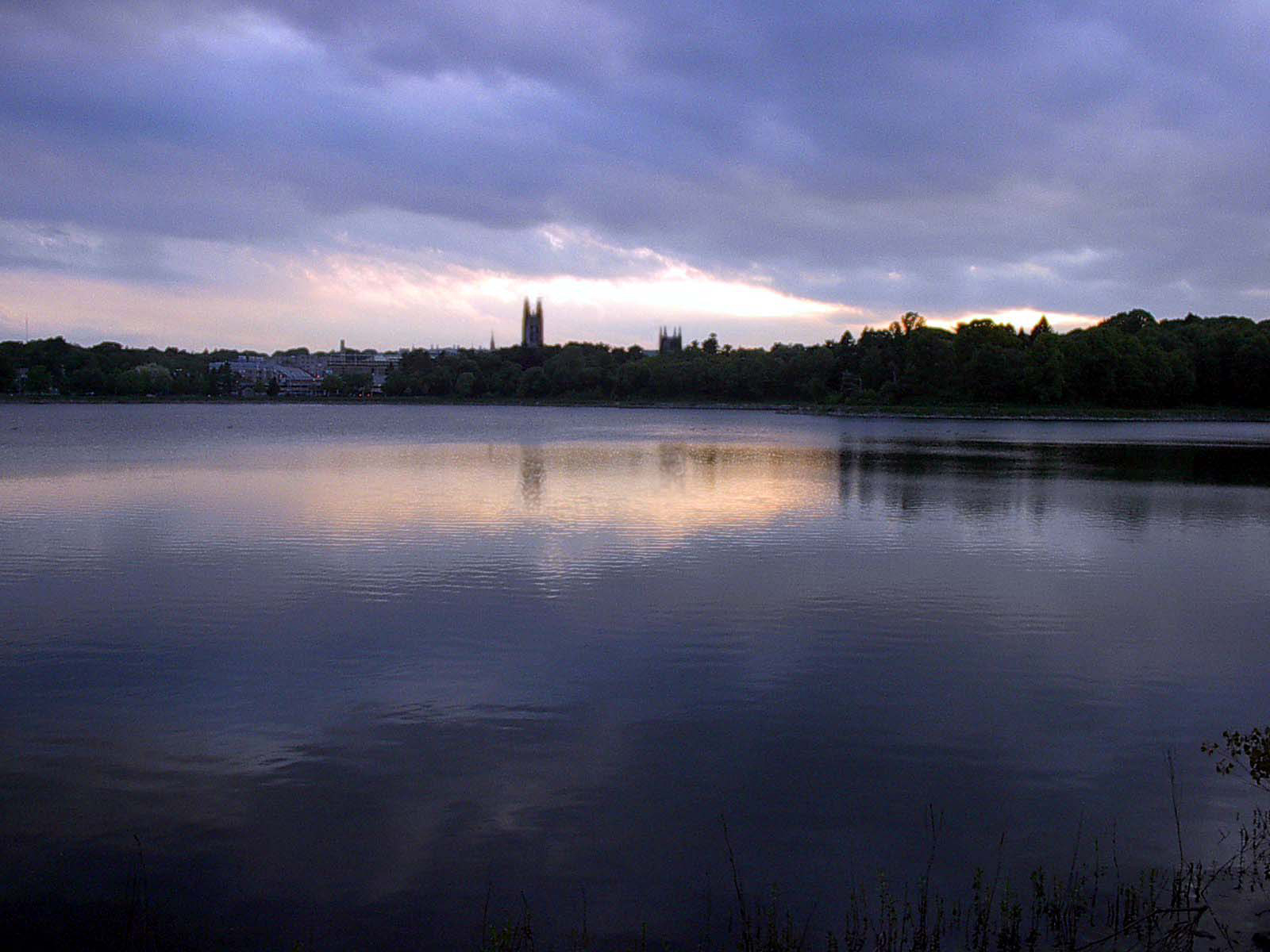
貯水池からみたボストン・カレッジ

1949年に丘の下にあった貯水池を買収し大学は二倍の大きさになる。徐々に貯水池を埋め立ててゆき、チェスナットヒルのロワー・キャンパスとなる。池は今でも残っている。
1970年代にボストン・カレッジの経営が悪化。大赤字の中、1972年、J・ドナルド・モーナン神父が学長となり、学長期間最長の33年が始まる。1974年にセークレッドハート大学を買い取ったのはモーナン学長。ここは現在ニュートン・キャンパスと呼ばれていて、 ボストン・カレッジ・ロースクールがある。
1984年にダグ・フルーティーがカレッジフットボールの最優秀選手賞であるハイズマン賞を受賞すると、大学の名前が全国に知れ渡り、大学は東北の地元大学から全国規模の大学へと進出。またこの年、現在の主な図書館であるティップ・オニール図書館（Tip O'Neil Library）が、卒業生で連邦下院議院長だったティップ・オニールの貢献により完成している。
2004年に、ボストン市部のカトリック教会から、面積18.7ヘクタールの土地を1億ドルで買い取る。買収によって、大学の面積は3割以上拡大する。
2008年に神学校、School of Theology and Ministryが開校。56年ぶりに新しく設けられたこの専門学校は、ボストン・カレッジがウエストンイエズス会神学大学（Weston Jesuit School of Theology）と再合併することによって成り立った。キャンパスは2004年に買収されたブライトン・キャンパスに位置する。

### イエズス会・キリスト教の伝統
ボストン・カレッジは創立時のイエズス会の信念に専心している。理知的、個人的、道徳的、宗教的な面から学生を育て、レベルの高い学問を他人への奉仕と同様に尊重する。
イエズス会の教授は現在45人。さらに11人管理職にいる。同じくイエズス会のジョージタウン大学と違い、学長は未だ司祭である。このため、リベラル派の学生が大学のキリスト教的な運営方針に反発することは最近よくある。
キリスト教信念に反するため、普通のアメリカの大学にある学生の同好会（fraternity や sorority）は禁止されている。
しかしキリスト教の存在は全体的に薄れつつある。この傾向の例は授業を祈りで始めることや、教室に十字架をおく昔の習慣がもうないこと。また、司祭である教授もほとんど神学に限られてきた。

### 魅力
ボストン・カレッジの魅力は4面からのバランス:
1. キャンパスの風景：ゴシック様式の建物がそろい、緑もある。
2. 場所：郊外にあるが大都市に近い。
3. スポーツ：多種スポーツ（特に、バスケットボール、アイスホッケー、アメリカンフットボール）が強い。
4. 高レベルな学問

ボストン・カレッジのように、文武共にこれまで卓越した大学はとても珍しく数少ない。例えば、普通の場合、美しいキャンパスを持つ大学は殆どが田舎に位置するが、ボストン・カレッジは市内に位置する。同様にスポーツが強い大学は学問が劣る傾向があるが本校は学問のみならずスポーツ面でも高レベルの実績を残す。全米で学問、スポーツ面で共に知られている大学でも多類のスポーツが強い大学はミシガン大学やバージニア大学ぐらいで、片手に数えられるほどである。例えば、デューク大学はバスケットボールで知られているが、フットボールが弱い。ノートルダム大学はフットボールが強いが他が弱い。このためボストン・カレッジの学生にはスポーツに惹かれて入学した、という人も多い。

### 名称
丘の上にあるため、ボストン・カレッジは "The Heights"（高地）と呼ばれることがある。標語もその名称にふさわしく"Ever to Excel"（常に卓越）。学生経営で大学から独立している主な大学新聞も"The Heights"という名。また、ボストン・カレッジの卒業生のことを"Heightsman"と呼ぶことも。

### 大学名の“偽り”
大学の名前には二つの偽りがある。「ボストン」の名は、大学が昔ボストンにあった時からの名残であるが、現在はボストン市から10km（約6マイル）ほどはなれた郊外にある。また、「カレッジ」から単科大学をイメージする人が多いが、実際は大学院を持つ総合大学。

### 学生[1]
2018年現在の学生数は14,513人。そのうち9377人が学部学生で4730人が大学院学生。学部学生のうち53％が女性、47％が男性。学生の出身地はアメリカ50州全部と世界100カ国弱にまたがる。学生の70％がカトリック。白人が圧倒的に多く（67%）、ヒスパニック系（12.4%)、アジア人（11.6%)が続く。日本人は少なく（2018年現在学部5人、大学院11人）、その多くが上智大学などからの交換留学生が占めている。

### 受験
受験状況は年々厳しくなっている。志願者数は4年連続記録を更新しており、2018年は学生募集数約2,400人に対し志願者数31,000人という狭き門であり本校への入学は極めて難関である。2019年のデータによると、ボストン・カレッジの併願校には同じイエズス会のジョージタウン大学、同じカトリック系のノートルダム大学、さらにはハーバード大学、コーネル大学、ペンシルベニア大学、ブラウン大学のアイビー・リーグやそれに並ぶ大学等と共に志願する学生が多くとても人気が高い。
志願者数は2003年から2018年にかけて22,424人から31,084人と大幅増加。そのため、合格率は31%（2003年）から28%（2018年）と徐々に減少。2008年には過去最少の合格率を（26%）を記録した。 受験で考慮される大学進学適性試験(SAT)の合格者25-75%の成績は1340-1480点。
志願者は学部4個から1個を選ぶ。米国の志願者には早期受験と通常受験の二種類がある。早期受験は２パターンあり、11月までに志願書を提出すると12月中旬に、12月までに志願書を提出すると2月中旬に合格・不合格の結果が出る。早期受験で合格した場合、ボストン・カレッジに入学する義務が発生する。通常受験の場合、12月までに志願書を提出し、4月の中旬には結果が出る。
受験に必要なものは次の通り。
1. 受験書
2. エッセイ
3. 正式な高校成績書
4. 高校教師の推薦2通
5. 高校レポート及び高校の教育カウンセラーの推薦
6. 大学進学適性試験の点数
7. 受験費

国際受験者の場合、上記のほか、英語力の十分性を示す必要がある。
なお、ボストン・カレッジは援助費が必要か否かは受験の時点で考慮しない、数少ない私立大学のひとつである。

### 評価
学生の評価に基づいて行われたカーネーギ・コミュニケーションズの2004年の調査では、ボストン・カレッジは全米17位 で高校生の人気は8位である。
2016年度フォーブス誌 "Top Colleges" ランキングでは全米22位。雑誌ビジネスウィークによる2007年の経営大学順位によればボストン・カレッジのビジネススクール、CSOMは14位に位置する。　また、U.S. News and World Report の学部ランキングのよると、2020年のボストン・カレッジの順位は全米37位だった。これは卒業生の寄付率や、大学基金が低く、学生への援助金が少ないため順位が落ちているという説がある。

#### 学部ランキング
- US NEWS学部ランキング(America's best Colleges): 第37位
- Center for College Affordability & Productivity学部ランキング: 第11位

#### US NEWS主要研究大学院ランキング
- 物理学: 第86位
- 化学: 第50位
- 生物学: 第122位
- コンピューター工学:ランク外
- 数学: ランク外
- 経済学: 第31位
- 政治学: ランク外
- 社会学: 第41位
- 英語学: 第58位
- 歴史学: 第56位
- 心理学: 第66位

##### 専門職大学院
- 経営学大学院: 第48位
- 法科大学院: 第31位
- 教育学大学院: 第19位

### 教育研究組織

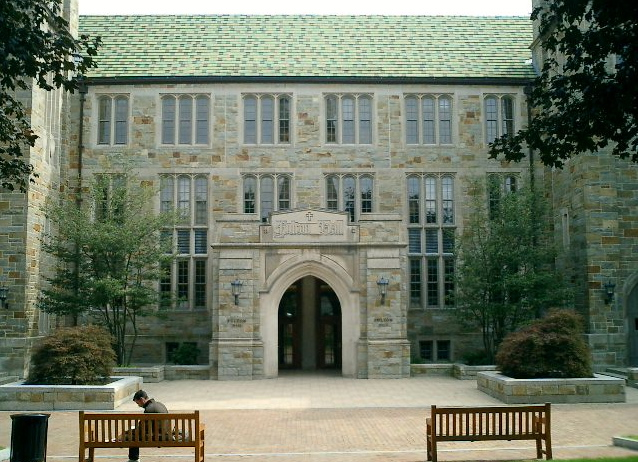
ビジネススクールがあるフルトンホール

大学は9つの教育研究組織(以下スクールという)から構成される。
- The Morrissey College of Arts and Sciences　　（学部課程のみ、通称"A&S"）
- Graduate School of The Morrissey College of Arts and Sciences 　（大学院課程のみ）
- Carroll School of Management　（学部課程と大学院課程、通称"CSOM"）
- Lynch School of Education and Human Development　（学部課程と大学院課程）
- Connell School of Nursing　（学部課程と大学院課程）
- Graduate School of Social Work　（大学院課程のみ）
- Boston College Law School　（大学院のみ、通称"BC Law"）
- Woods College of Advancing Studies（学部課程と大学院課程）
- School of Theology and Ministry

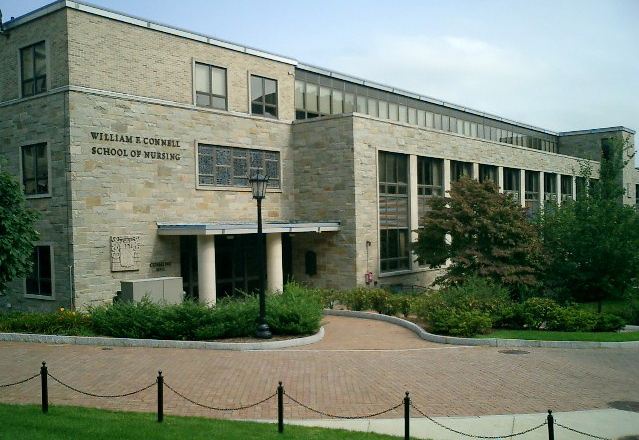
看護スクールがあるキャンピオンホール

学部生が一番多いのは A&S で、CSOM、Lynch、Nursing と続く。A&S は教養教育を主目的とし、自然科学、数学、社会科学などを含むスクール。CSOM はビジネススクールで、Lynch は教育者志望者のスクール。Nursing は看護師志望者のスクールで、圧倒的に女学生が多い。Woods Collegeは夜間開講制。
その他は大学院のみを有するスクールである。BC Law はいわゆるロー・スクールで、法曹養成を主眼とする法務博士課程、法実務経験者を対象に専門的な法学教育を行う法学修士課程有する。Graduate School of Social Workは社会福祉事業大学院。Graduate School of Arts and Sciences は名通りA&Sの大学院。2008年に開校したSchool of Theology and Ministryはカトリック神学校。
ボストン・カレッジへの学部志願者はA&S、CSOM、Lynch、Connellのいずれかのスクールから選択する。大学内の他のスクールに移るのは編入学という形になり、学位取得に要する単位が不足する可能性も生じる。

### 学費
2019-20年の学費は56,780ドル。寮費は寮により、9,340ドルから12,500ドル。台所がない寮に入ると、5,472ドルの食堂代もかかる。その上さらに、本、電車、外食、保険などの費用が重なり、一年間の教育費はとても高い。
70％の学生が大学から援助費をもらっている。根拠があり明確な必要性を示した合格者には、大学が援助費か借金などで学費が払えるよう計らう。つまり学費が入学の妨げにならない制度を設けている。ただ、留学生に援助費は与えられない。

## 教育
セメスター制であり、最初の三年間は授業を一学期ごとに5個（多くて7個）受ける。四年生は4個でよいため、四年間で少なくとも38個の授業を受ける。

### コア教科課程（必修科目）
教育制は典型的なリベラルアーツの一般教育。卒業するためにどの学部の学生も受けなければならない必修科目はコア教科課程 (Core Curriculum)と呼ばれており、次の通り。
- 芸術 (Fine Arts) 1科目（美術、音楽、劇）
- 文化 (Cultural Diversity) 1科目
- 歴史 (History) 2科目
- 文芸 (Literature) 1科目
- 数学 (Mathematics) 1科目
- 自然科学 (Natural Science) 2科目（化学、物理学、生物学、地質学、地球物理学）
- 哲学 (Philosophy) 2科目
- 社会科学 (Social Science) 2科目（経済学、政治学、心理学、社会学）
- 神学 (Theology) 2科目
- 著述 (Writing) 1科目
- 外国語での習熟

上の必修科目は学生に幅広い教育経験をさせるのが目的であり、大学のイエズス会の影響のよい例。
実際にコア課程15科目全部を受ける学生は少ない。例えば、既に英語以外の言語がしゃべられれば、外国語の条件は免除される。同じように、数学の義務も高校で微積分を学び熟達を示すことができれば（例えば、AP と呼ばれる統一試験を受けて）免除。文化条件は、外国の芸術の授業を取ることによって、芸術条件と同時に満たすことが出来る。
また、コア課程をまとめて学べるプログラムもある。パースペクティブス・プログラム（Perspectives Program）は、哲学と社会科学に加えて神学や芸術などをまとめて学ぶ。ポルス・プログラム（Pulse Program）は哲学と神学をまとめた一年間のプログラムで、社会奉仕の条件も含む。ここにもイエズス会の影響が出ている。

### スクールごとの学位取得要件
A&S 以外のスクールはさらに要件がある。例えば経営スクールは大学のコア課程の他に、会計学や統計学を含むスクールのコア課程がある。教育スクールは三、四年生のときに実際に小中学校で教育する研修条件がある。看護スクールも、病院での研修条件がある。

### 専攻と副専攻
卒業するためにはコア課程の他に、専攻が少なくとも1個必要。専攻選択は何回でも変えられるが三年目には決定しなければならない。二、三重専攻も可能だが、専攻を増やすと専攻学科の授業しか取らないことになり、リベラルアーツの幅広い教育方針に反する。よって、学生に副専攻（Minor）をとり、多専攻を避ける事を勧める教授が多い。
専攻はスクール別になっているが、他のスクールの授業を受けることも可能である。実際、大半の経営スクールの学生はアーツ・アンド・サイエンシーズで他の分野を専している。

#### アーツ・アンド・サイエンシーズ（A&S）
専攻（Major）には専攻内で10科目（コア分も勘定する）必要。最近最も人気のある専攻は経済学、生物学、政治学、コミュニケーション学、精神学の順。大学がアイルランド人の多いボストンにゆかりが深いため、特にアイルランド学で知られている。また、カトリック校である当然として神学も強い。
専攻は次の34の内から選ぶ。専攻と学科はだいたい同じだが、違う所はカッコに学科。また、複数の学科にまたがる専攻もある。
- アフリカ人学 (African and African Diaspora Studies)
- 芸術歴史学 (Art History) [芸術・技術歴史・映画学科 (Art, Art History and Film)]
- 生物化学 (Biochemistry) [生物学科]
- 生物学 (Biology)
- 化学 (Chemistry)
- 西洋古典学 (Classical Studies)
- コミュニケーション学 (Communications)
- コンピュータ科学 (Computer Science)
- 経済学 (Economics)
- 英語学 (English)
- 環境地球科学 (Environmental Geoscience) [地球・環境科学学科 (Earth & Environmental Sciences)]
- 環境学 (Environmental Studies) [複数の学科をまたがる]
- 映画学 (Film Studies) [芸術・技術歴史・映画学科 (Art, Art History and Film)]
- フランス語学 (French) [ロマンス語・文芸学科 (Romance Languages & Literatures)]
- 地質学 (Geological Sciences) [地球・環境科学学科 (Earth & Environmental Sciences)]
- ドイツ学 (German Studies)
- ヒスパニック学 (Hispanic Studies) [ロマンス語・文芸学科 (Romance Languages & Literatures)]
- 歴史学 (History)
- 国際学 (International Studies) [複数の学科をまたがる]
- イスラム文化と社会学 (Islamic Civilization and Societies) [複数の学科をまたがる]
- イタリア語学 (Italian) [ロマンス語・文芸学科 (Romance Languages & Literatures)]
- 数学 (Mathematics)
- 音楽学 (Music)
- 神経科学 (Neuroscience)
- 哲学 (Philosophy)
- 物理学 (Physics)
- 政治学 (Political Science)
- 心理学 (Psychology)
- ロシア語学 (Russian)[(スラブ語・東洋語・文芸学科 (Slavic & Eastern Languages and Literatures)]
- スラブ語学 (Slavic Studies) [(スラブ語・東洋語・文芸学科 (Slavic & Eastern Languages and Literatures)]
- 社会学 (Sociology)
- スタジオ芸術学 (Studio Art)[芸術・技術歴史・映画学科 (Art, Art History and Film)]
- 劇学 (Theatre)
- 神学 (Theology)

だいたいの専攻は6授業で副専攻（Minor）として得る事が可能。学科内のとなる。また、3学科またがって得る特別な副専攻もあり下の通り。最も人気のある副専攻は、医療人物学、歴史学、哲学、国際学の順。
- アメリカ文化学 (American Studies)
- 古代文明学 (Ancient Civilization)
- アジアアメリカ学 (Asian American Studies)
- アジア学 (Asian Studies)
- カトリック学 (Catholic Studies)
- 東ヨーロッパ学 (East European Studies)
- 環境学 (Environmental Studies)
- 信仰、平和と正義 (Faith, Peace & Justice)
- ドイツ学 (German Studies)
- 世界公衆衛生・公益学 (Global Public Health and Common Good)
- 国際学 (International Studies)
- アイルランド学 (Irish Studies)
- ユダヤ学 (Jewish Studies)
- ジャーナリズム学 (Journalism)
- ラテンアメリカ学 (Latin American Studies)
- 社会的影響・公益学 (Managing for Social Impact and the Public Good)
- 医療人物・健康・文化学 (Medical Humanities, Health, and Culture)
- 心理分析学 (Psychoanalytic Studies)
- 女性学 (Women's Studies)

#### 経営スクール
- 会計学 (Accounting)
- 営業分析学 (Business Analytics)
- コンピュータ科学 (Computer Science)
- 法人レポート・分析学 (Corporate Reporting and Analysis)
- 経済学 (Economics)
- 財政学 (Finance)
- 経営学 (General Management)
- IT学 (Information Systems)
- IT・会計学Information Systems and Accounting
- 経営・リーダーシップ学 (Management and Leadership)
- マーケティング学 (Marketing)
- オペレーション学 (Operations Management)

#### 教育スクール
- 応用心理・育成学 (Applied Psychology and Human Development)
- 初等教育学 (Elementary Education)
- 中等教育学 (Secondary Education)

応用心理・育成学専攻（Major）の場合、A&Sと共同の専攻も選択する必要がある。
- アメリカ伝統学 (American Heritage)
- 数学・コンピュータ科学 (Mathematics/Computer Science)
- ヒスパニックアメリカ学 (Perspectives on Spanish America)

#### 看護スクール
1つの専攻しかない。

### 優等プログラム
学科の優等プログラムの参加方法は学科によって異なり、招待される、志願する、条件を満たせばよい、の三種類がある。条件は学科によって異なるが、主に次のよう。
- 全体と学科内の高成績を保つ。
- 高レベル、又は大学院レベルの授業を取る。
- 優等プログラム用の授業を取る。
- 特別なゼミナールを受ける。
- 論文を書き、申し分のない成績を得る。

### 優等卒業
優等プログラムと優等で卒業することは違う。前者は、特別なプログラムに参加して通常とは異なる教育を受けることだが、後者は教育内容に係らず卒業時点での成績順位によって決まる。順位が最高4.5%の卒業生に Summa cum Laude（最優等）、次の9.5%に Magna cum Laude（準優等）、次の15%に Cum Laude（優等）が授けられる。

## 学生生活

### キャンパス

#### チェスナット・ヒル

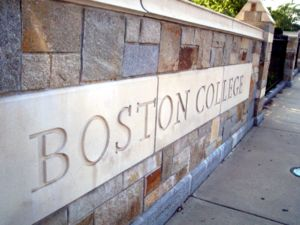
ロワー・キャンパスの入り口にあるサイン。

チェスナット・ヒル・キャンパス（Chestnut Hill Campus）はコッモンウェルス通り(Commonwealth Avenue) とビーコン通り(Beacon Street) に挟まれたキャンパス。大学の主キャンパスであるため、メイン・キャンパス（Main Campus）と呼ばれることもある。32ヘクタールあり、学部学生の授業は全部ここで行われる。キャンパスは3つに分けて説明される事が多い。

##### ロワー・キャンパス
ロワー・キャンパス（Lower Campus）は元々貯水池だった所を徐々に埋めて作られたキャンパス。ここには次のような日常生活関係のものが多く、授業がある建物は一般的にロワー・キャンパスの一部とされていない。
- 高学年生の寮
- 立体駐車場

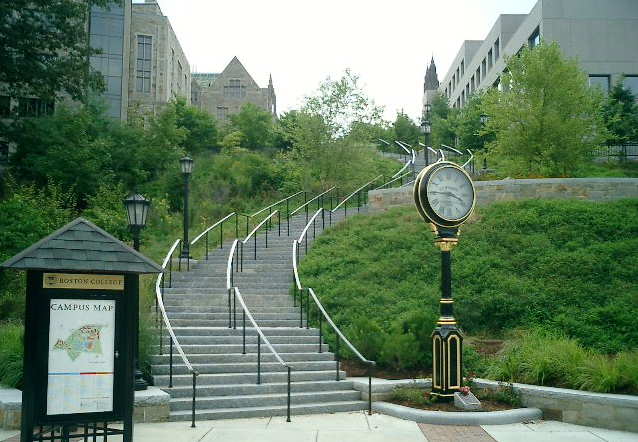
2001年に完成したロワー・キャンパスとミドル・キャンパスをつなぐ階段。

- 屋内運動場 (Flynn Recreation Complex)
- バスケットボール兼アイスホッケーアリーナ（シルビオ・O・コンティ・フォーラム）
- アメリカンフットボールスタジアム（アラムナイ・スタジアム）
- 食堂 (Lower Campus Dining Hall, The Balcony, Hill Side Café)
- 劇場 (Robsham Theater Arts Center)
- 警察署
- 教会 (St. Ignatius Church)

大学の正門はミドル・キャンパスにあるが、普通はロワー・キャンパスの入り口から大学に入る。

##### ミドル・キャンパス
ミドル・キャンパス（Middle Campus）は丘の上にあり、学生の昼の生活の中心。次のようなものがある。
- 図書館 (Tip O' Neill, Bapst)
- 教室
- 食堂 (Carney's, Eagle's Nest, Lyons Hall)
- 郵便箱、郵便局
- 大学の本屋
- 教授の事務室
- 教会 (St. Mary's Chapel)

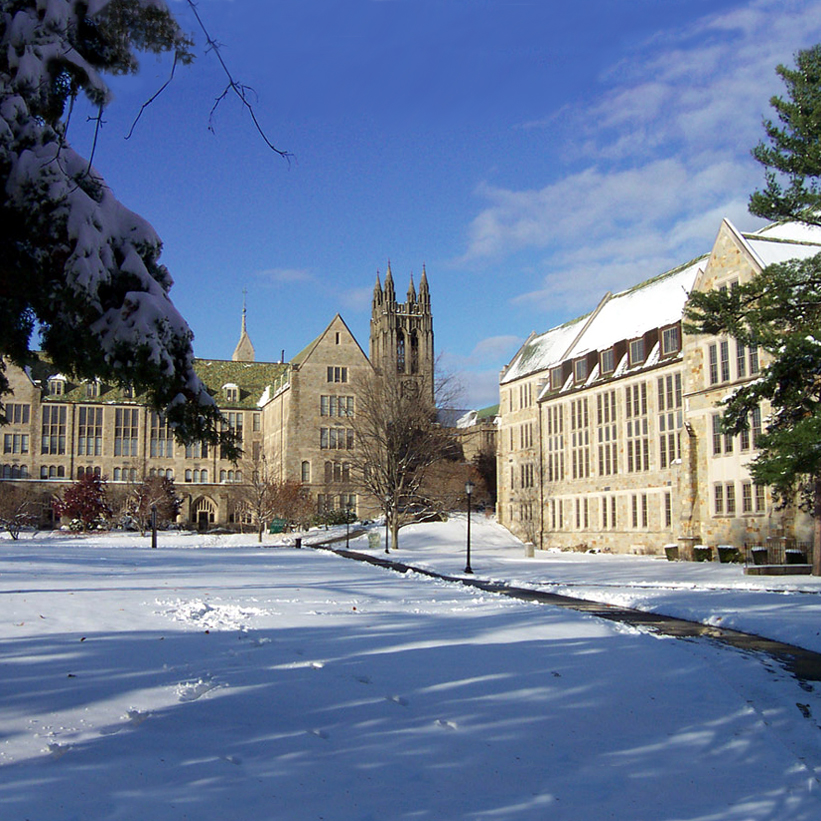
冬のダストボール

アーツ・アンド・サイエンシーズ以外の学部は小さいので建物一つが与えられている。ビジネススクールはフルトン・ホール（Fulton Hall）、教育学スクールはキャンピオン・ホール（Campion Hall）、看護婦学部はカッシング・ホール（Cushing Hall）にある。ただ決して制限がある訳ではなく、アーツ・アンド・サイエンシーズの授業もこれらの建物の中で行われる。
チェスナット・ヒル・キャンパスで一番有名なクワッド（"Quad"）と呼ばれる所はキャンパスの中心。ギャッソン・ホール（Gasson Hall）、デブリン・ホール（Devlin Hall）、ライオンズ・ホール（Lyons Hall）、フルトン・ホール四個の建物に囲まれているため、「4」という意味のクワッドと名付けられている。ギャッソン・ホールはボストン・カレッジで一番古い建物。
ダストボール（"Dust Bowl"）と呼ばれる場所もここにある。芝生が多く、特に春にはそこで勉強したり遊ぶ人が多い。
オニール図書館の前にある広場はオニール・プラザ（O' Neill Plaza）。
正門辺りはキャンパスで一番古い場所。正門から大学に入ると目の前にギャッソン・ホール、 左側にセイント・メリー教会、右側にバプスト図書館（Bapst Library）。大学がチェスナット・ヒル地区に引っ越して初期の頃はこの3個の建物が大学。
ギャッソン・ホールの前には有名な金の鷲の彫像がある。銅であるこの彫像は日本にゆかりが深い。原物は日本で鋳造され、元々は駐日米国大使であったラーズ・アンダーソンの、東京にあった大使邸に置かれていた。その後は長い間、ブルックライン市にあったアンダーソンの自宅の日本庭を飾っていた。1954年に大学がそれを譲り受け、1957年以来現在の場所に飾られている。ただ、東北の寒さにより、原物にはひびが入り始めてしまったため、現物は1993年に原物通りに複製されたもの。
この彫像、実は鷲ではないという説もある。2000年11月14日の大学新聞に載ったコロムは、彫像は本当はコンドル（Condor）という別の鳥だと主張しているが、裏付けは無い。大学は「金の鷲の彫像」と呼んでいる。

##### アッパー・キャンパス

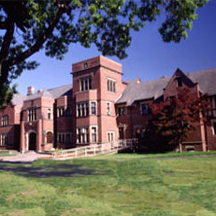
右にオコーネル・ハウス

アッパー・キャンパス（Upper Campus）にあるのはすべて低学年生の寮。中心にオコーネル・ハウス（O' Connell House）という学生生活用の家があり、映画を見たり、ゲームをしたり、ピアノを弾いたりすることができる。

#### ブライトン

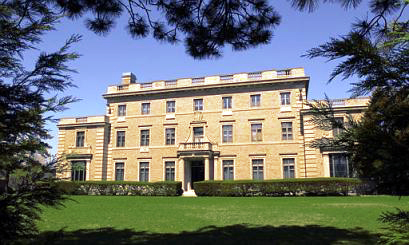
ブライトンにある元枢機卿邸

ボストン・カレッジは2004年6月にボストン市のカトリック教会が持っていた17.4ヘクタールの土地を買収し、大学を3割以上拡大した。この土地がブライトン市にあるためブライトン・キャンパス（Brighton Campus）と呼ばれている。
2008年に開校した神学校、School of Theology and Ministryが位置している。
ブライトン・キャンパスに関してのこの先の使用は下の項目「10年基本計画」を参考に。

#### ニュートン
17.4ヘクタールのニュートン・キャンパス（Newton Campus）は、元々セイクレッドハート大学であったが1974年にボストン・カレッジがそれを買収。

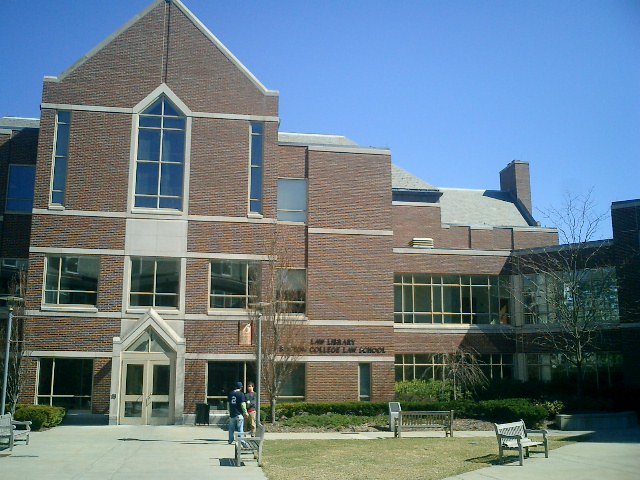
ニュートンキャンパスにあるロースクール

現在は、ボストン・カレッジ・ロースクールと大学1年生の寮があり、夜や週末はもっぱら学部学生、昼間はもっぱら大学院学生が主に使用している奇妙なキャンパス。
チェスナット・ヒル・キャンパスへは2.5 km（約1.6マイル）ほどの距離で、大学のシャトルバスが出ている。ニュートン・キャンパスに住む1年生は、大学の中心であるチェスナットヒルまでバスで出なければならないというハンデを抱えているが、同キャンパスに住んでいるという共通感で結ばれると言われる。
同キャンパスが位置するニュートン市は、2004年、2005年と2年連続で、モーガン・クイットノー社の「全米の安全な都市」ランキングで全米ベスト1に輝いた。

### 寮と留学
殆どの入学生はマサチューセッツ州出身ではないため寮に入る。ただ、三年間の入寮しか保証されない。よって、一、二年生の時に寮に住み、三年生の時はブライトン市内のアパートを借りるか外国へ留学し、四年生として寮に戻るというパターンが通例。留学先は英語が通じるオーストラリアや英国が多い。日本への留学生はボストン・カレッジと同様、イエズス会系で姉妹校の上智大学へ行く。同じ理由で日本からの留学生は上智大学からの学生が殆どである。
寮に三年間しか入れないのは大学全体が寮不足の為。例えばアッパー・キャンパスに住む一年生は時々二人部屋に三人で住むこともある。よって、離れたニュートンキャンパスに住む事を進んで選ぶ学生も少なくない。また、アパート生活を好んで、四年目もアパート生活を選択する学生もいる。学部学生の寮不足にもかかわらず、2006年から大学院学生にブライトン市内にある限られた数のアパートが提供される事になった。
学部学生の寮は3種類。

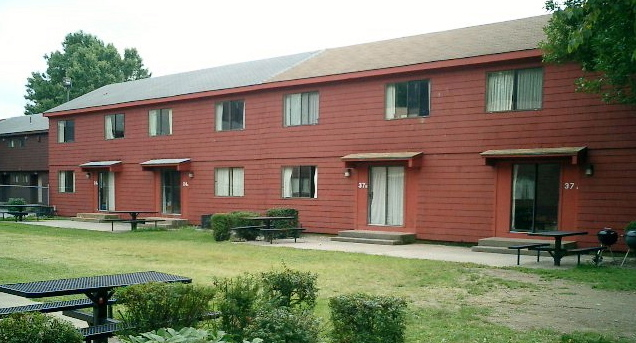
庭があるモッズ

1. 普通: 2-4人部屋で、トイレや風呂は一階ごとに供用。アッパー・キャンパスかニュートン・キャンパスにある。
2. スイート: 2-3人部屋が2-4室、合わせて4-9人が住む。トイレと居間がスイート内。ロワー・キャンパスにある。
3. アパート: 2人部屋が2-3室。トイレ、居間、台所、食堂が揃っている。ほとんどはビルに入っているアパート。ただ、60室ほどモッズ（Mods）と呼ばれる小屋みたいなアパートもある。4年生専用で、小さな庭があるためとても人気。ただ、昔寮不足のとき臨時のために作られたもので、大学側はこれらを壊してビルの寮を建てたがっている。アパートは全部ロワー・キャンパスにある。

別に同学年と住まなければいけない訳ではないが、1年生は皆1年生と住み、寮の分配は高学年優先に行われるため、どうしても同居人は同学年になる。よって、学部学生活が必要以上に学年で分かれてしまうという意見が多い。
寮に入る学生は1人ずつに個人の電話線、インターネットとテレビのケーブル放送の3つが与えられる。
食堂は、特に他の大学の食事に比べるとおいしいという評判。ほとんど大学内で料理されるが、もっぱら高い事で有名。カリフォルニアロールやいなり寿司などもある。
駐車場が少ないためほとんどの学生は駐車権利を手に入れられない。例外は、市内を生活をせざるを得ない大学院学生（学部学生で市内に住んでも駐車権利は得られない）と看護婦学部学生、教育学部学生（ともに研修する必要があるため）。

### IT

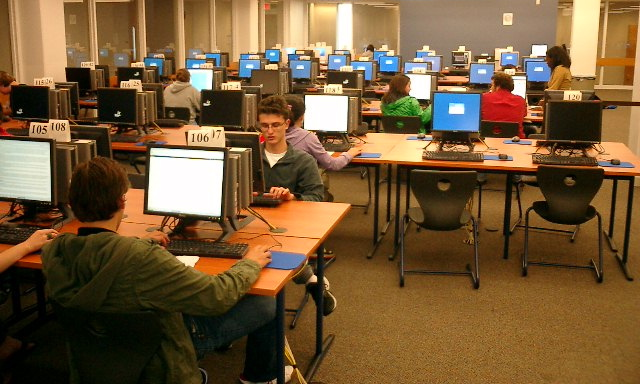
オニールにあるコンピューター室

学生はだいたい個人のパソコンを持っている。寮以外ならキャンパスの何処からでも無線インターネットのアクセスがあるため、ノートパソコンはとくに魅力がある。ただ、授業にパソコンを持ち込む学部学生は少ない。入学生は個人のパソコンを購買することを薦められるが、PCかマックかには大学側は近年はこだわらないようだ。
大学の身分証明書があれば誰でも使えるコンピューター室がオニール図書館がある建物の中にある。PCが96台、マックが14台、プリンターが6台、スキャナが3個などが揃っている。2006年の夏に改造されたおりに、コンピューターの数が大幅に減少した。学生は個人的にパソコンを持っている、という仮定が理由のようだが、期末試験などの時にはコンピューター室は満室になるので、個人的にパソコンを持っていてもコンピューター室を使用していた学生は多いようである。
寮に入る学生一人ずつに次のものが与えられる。
1. 電話線:  寮が変わっても、一年生から卒業するまで変わらないためとても便利。ボイスメールも与えられる。
2. インターネット:  イーグルネット (Eaglenet) と呼ばれる大学の LANネットワークには、イーサネット電線を使って簡単に接続できる。
3. ケーブルテレビ放送:  基本的なテレビ放送だけでなく、映画のチャンネルもある。
4. アゴーラ (Agora) のアカウント:  成績、学生情報、教授情報、授業などの検索、図書館の本の要求、大学請求書の支払い、Eメール、などが出来るWebサービス。

大学の身分証明書は、食堂、本屋、自動販売機でデビットカードとして使える。デビットカードの金銭追加もアゴーラを通してする。

### ボストン

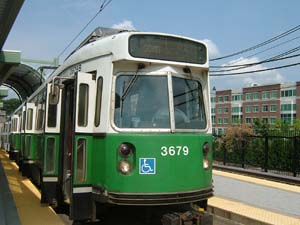
ボストン・カレッジとボストンをつなぐグリーンライン

ボストン・カレッジの魅力は 美しい郊外にありながらボストン市に近いこと。ボストン市内には電車かバスで行ける。注意しなければいけないのは、市電とバスが0:45までしか運営していないこと。それ以降はタクシーを拾わなければならない。
マサチューセッツ湾交通局の地下鉄兼市電3本がボストン・カレッジ付近に来ている。どれも通称「グリーンライン」と呼ばれており、チェスナットヒルのロワー・キャンパスまで来るB線（Boston College 駅、終点）はボストン大学を通ってボストン市内に入る。C線（Cleveland Circle 駅、終点）かD線（Reservoir 駅）はB線ほど大学に近くないが、駅の付近まで大学のシャトルバスが出ている。
どの線がボストン市へ出るのに最も早いかには異論がある。B線はボストン市まで17駅。ボストン大学付近で乗客が多くなることがあり、よく止まるだけでなく停止時間が長くなることがある。また、自動車道路上を行くため、交通量が多いと電車も遅くなる。
反対に、D線はボストンまで5駅。路線も道路沿いではないためスピードが出るし、乗客も比較的少ない。しかし、駅がボストン・カレッジから歩いて少なくとも20分離れている所にあるため、大学のシャトルバスに乗って駅まで行くのが通常。大学のバスがタイミングよく現れないと、D線がB線に比べて本数が少ないこともあり、大学前のB線に乗ったほうが早いこともある。このことは、最近の大学新聞による実験により立証済み。
市営バスで町に出ることも可能。C線が終点であるクリーブランド・サークル（Cleveland Circle）からはバスがいろいろ出ている。特にハーバード大学やMITで知られているケンブリッジ市に出るのはバスのほうが良い。市電を使うと一時間以上かかるところを30分ほどで行ける。また、クリーブランド・サークルはボストンまで出ないで飲食や外遊びができる所。

### 季候

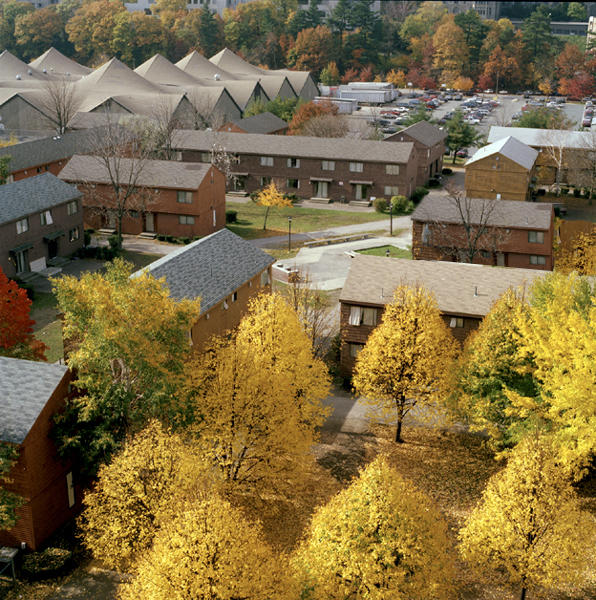
秋のロワーキャンパス

大学の一年は9月から5月までのため、秋、冬、春を経験することになる。1学期が始まるころはまだ残暑があり、半袖半ズボンサンダル姿でダストボールで遊んでいる学生が多い。9月の下旬から10月に入ると紅葉が始まり、秋という感じがする。この季節に入ると上着を着ないと寒い。
初雪はほぼ毎年10月の下旬。初期のころは降っても積もらないが、11月に入ると本格的な寒さが始まり、12月の雪は積もる。ただ、ボストン地域は除雪作業に慣れているため、少々の雪が降っても休学にはならない。
1月、2月が本格的な雪季節。30センチの雪はしょっちゅう降り、夜の間に降れば朝にはだいたい除雪されている。45センチから60センチの雪が冬に一回ぐらい積もるが、ここまで降ると除雪作業も追いつかなく休学になることもある。
春は3月の中旬ごろから。5月の期末試験のころには冷房がいるくらい暑くなるが、冷房があるかないかは寮によって異なる。

### 日程と休暇
毎年、法律大学院をのぞく大学院の日程は大学の日程と同じ。
一学期は、9月の第一火曜日から12月の中旬までの13週間分の授業。休暇は次の通り。
- 10月の第二月曜日（Columbus Day）
- 11月最後の週の木曜日と金曜日（Thanksgiving）

二学期は、1月の第三火曜日から5月中旬までの13週間分の授業。授業日数は二学期のほうが少々少ない。休暇は次の通り。
- 3月の二週目（春休み）
- 4月の（春分の日の後の最初の満月の次の）日曜日から月曜日まで（イースター）
- ボストンマラソンがある月曜日（だいたいイースターの月曜日と重なる）

## スポーツ

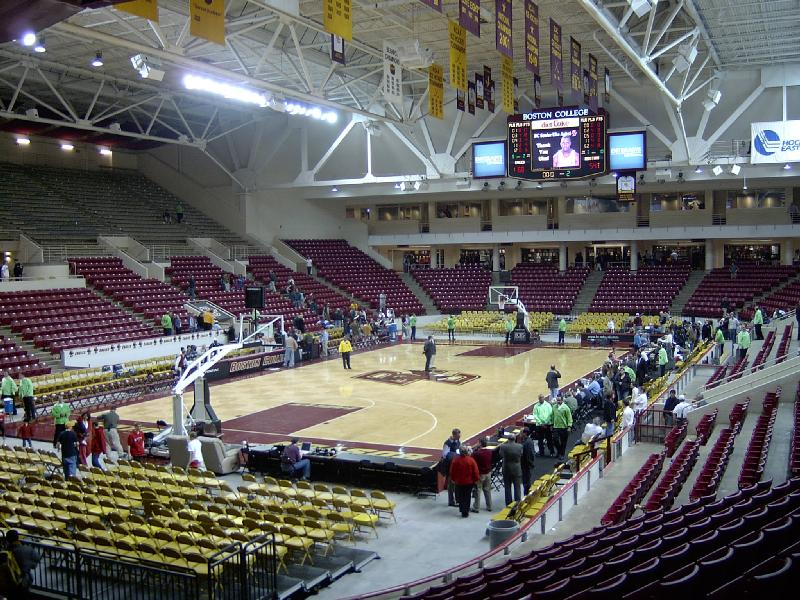
バスケとホッケーが行なわれるコンティー・フォーラム

ボストン付近にある数々の大学の中で、スポーツで知られているのはボストン・カレッジ。主要なスポーツであるアメリカンフットボール、アイスホッケー、バスケットボールとラクロスが最高レベルであるディヴィジョンI に所属している。そのような大学は全米でも13校しかない。
この4スポーツでは毎年一定の成績を残している。特に、アイスホッケーチームは2006年から2012年の7年の間、5回全米決勝戦に出場し、3回優勝している。また、アメリカンフットボールも2007年シーズンを8連勝で始める、史上初の全米2位を一時達成、11勝3敗、ボールゲームに8連勝、全米10位という好成績を収めた。
スポーツ学生の卒業率は常に高水準を保っている。
所属している全米大学体育協会（NCAA）のカンファレンスはアイスホッケー以外はアトランティック・コースト・カンファレンス（略称：ACC、Atlantic Coast Conference）。2004年以前はビッグ・イースト・カンファレンスに所属していた。
チームの愛称は鷲（Eagle）。色は金とえび茶色（Gold & Maroon）。マスコットは鷲のボールドウィン（Baldwin）。

## 大学が抱えている問題
ボストン・カレッジは数個の問題を抱えている。ほとんどは最近発表された「大学10年基本計画」によって解決される。（下の項目を参考）。

### 寮

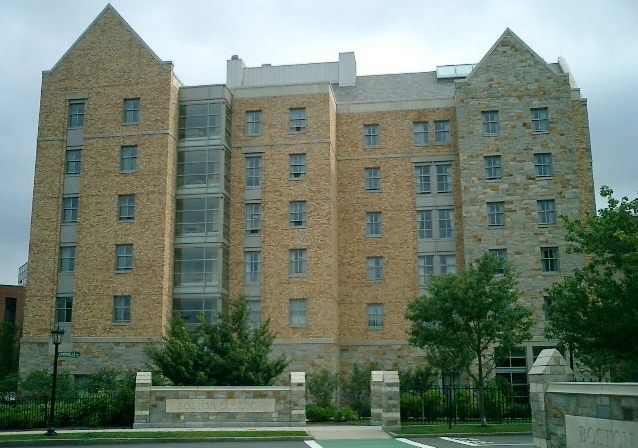
ロワーキャンパスの入り口に建てられた最新の寮

寮不足は深刻。一年生の半分が二人部屋に三人入れられたり、三年生には寮が与えられなかったり。
この問題は学生にとって不便だが、大学周辺の住民にとってはもっと困ること。学生が週末や夜にうるさいのも問題だが、学生がアパートに住む事によりアパート不足になり、家賃が上がることがもっと大きな問題。ボストン・カレッジは長い間、周辺に寮を増やすことを約束しており、実際2005年に新しいものが1棟完成した。その他、事務様の建物を建てることで、それまで寮の地下にあった事務室を動かしたり、寮自体を改造したりして寮部屋を増やしている。ただ、1000人以上が寮を与えられていない中、焼け石に水に見える。
ブライトンキャンパスに寮を建てることもあり得る。ただ、ブライトンキャンパスからチェスナットヒルキャンパスに行くのにはコモンウェルス（Commonwealth Avenue）という大通りを渡る必要があるので危険、という声が多い。となると、人気があるが、小さいため能率が悪いモッズを壊して大きな寮のビルを建てるしかない。 学生が猛反対するため、大学側はすこしずつ壊してゆく方針に出たようである。最近できた寮を建てるおりに、モッズを2、3個壊したそうだ。

### 学生会館
ボストン・カレッジには学生が集まって会話をしたりゲームをしたりする、いわゆる学生会館と呼ばれる所が無い。代わりに数々の食堂がその役割を果たしている。学生が年々一番要求しているのが学生会館で、もう何年も前から大学側が建設する事を約束している。実際、10年ほど前にミドル・キャンパスにある古い建物を取り壊し、学生会館を含む建物を造る計画があった。しかし、建物が位置されるニュートン市が、交通が増えるという理由で建設許可書を拒否。大学は市を訴え、最終上告に勝利したのがつい最近。しかし、ブライトンキャンパスの買収が状況を変化したこともあり、計画を白紙にした。最も新しい計画は、下の「大学10年基本計画」を参考。

### 運動場
フリン運動場（Flynn Recreational Complex）というプールや運動機械がそろっている屋内運動場が一様あるが、お粗末なことで有名。最近改造されたが、立て替える予定は今のところ無い。ブライトンキャンパスに新しく造っても良いが、主なキャンパスから少しはなれることがマイナス。
問題は主に2個。まず、ボストン・カレッジの規模の大学にしては小さすぎる。よって、重量挙げ用の機械などは数が少ない。また、運動場なのに冷房が無いというのも異常。
ただテニスコートは余るほどある。たいして大きくない建物の中に5個コートを入れた上に外野コートがもう6個。テニスをする人にとってはいつでも出来るような環境でありがたいが他の人には不便。

### 建物の建替
ミドル・キャンパスにある教室が入っている建物のうち数個は1970年代に出来たもので、明かに建て替えが必要。ただ古いだけでなく、ゴシック式のキャンパスに合わない作りであるのが問題。この数年間で数個が改造され他も同じく改造される可能性が高い。改造の仕方が面白く、ゴシック式な外装にするため建物の周りに新しく壁を造った。

### 学費
ボストン・カレッジの学費は、ハーバード大学やプリンストン大学などのアイビーリーグより高い。援助費はすべて必要に応じて出るため、高校や大学の成績が良くても関係ない。例外は限られた優等生賞のみ。ただ、スポーツ推薦で入った人は学費と生活費が出る。全員に十分な援助費が出ないのは卒業生の寄付が少ないため。これは大学の順位にも響いていると言われている。

## 10年基本計画
2009年6月、ボストン市は大学の「10本基本計画」を承諾した。これは新しく購入されたブライトン・キャンパスを活用し、大学を面積だけでなく施設の面からも大幅に拡大する、16億ドル（約1600億円）の再開発計画である。
計画の目玉はベッド数を1280増やす事によって、全学生の寮の需要に完全にこたえられる、初のボストン付近の大学になること。ロワー・キャンパスに220個とブライト・キャンパスに560個足し、残りは最近購入したコモンウェルス通りにあるアパートを寮に変える事によって補う。計画通り建設が終了すれば、8600人の学部学生の為に8610個のベッドが利用できるようになる。寮の建設に伴い、ブライトン、ニュートン、オールストン付近での学部学生のアパートの賃貸は大きく制限される。興味深い事に、モッヅは少なくながら残される。
さらにロワー・キャンパスに1.85ヘクタールの運動場が建てられる。現在建っているフリン運動場は壊され、代わりに230以上ある学生団体のオフィスを収容する2.65ヘクタールの大学センターが建つ。大学センターは、学生と教授用の食堂や会議室も提供する。
ミドル・キャンパスには、4種類の学術施設が建設される。その内、1.16ヘクタールのストウクス・カモンズは、現在建っている食堂を破壊する為、臨時的に学生会館と食堂として使われる。その他は1.16ヘクタールの人文学科用の施設、0.65ヘクタールの社会福祉大学院と看護婦学部が共用する施設、そして建て替えられる理系学科向けの施設。
現在大学関係の施設はほとんど存在しないブライトン・キャンパスは大幅に開発される。まず、2006年にボストン・カレッジと再合併したエストンイエズス会神学大学に属する教員と大学院学生の寮を建設。また、現在建っている建物を神学大学の教室とオフィスへ改造。
新たにブライトン・キャンパスに設けられるのが｢芸術地区｣。5ヘクタールの芸術センターと2.7ヘクタールの劇場が建設される。ここは毎年5月にある催し、｢芸術祭り｣の時に賑やかになりそうである。
さらにスポーツ関係の施設もブライトン・キャンパスに造られる。1500人収容できる野球場、500人収容できるソフトボール球場、運動競技大会向けの汎用のフィールド、運動場など。

## 著名な出身者
ボストン市はカトリック信徒であるアイルランド人が多く、卒業生にはアイルランド人、特にボストン市やマサチューセッツ州の政治家に多い。

### 日本人（又は日本出身の人）
- 横山康吉　(1939年)　参松工業社長。田中長兵衛の孫であり小泉信三の甥。
- 渡辺弓太郎　(1996年)　ニューヨーク・ヤンキース井川慶の通訳。高見山の息子。
- VERBAL　(1997年)　ラッパー、MC。音楽グループm-floのメンバー。
- 渡辺和子 (1962年博士号取得)　ノートルダム清心女子大学元学長。現日本カトリック学校連合会理事長。
- 廣瀬光雄 (1962年大学院ビジネススクール修了)  元ジョンソン・エンド・ジョンソン代表取締役社長。元パシフィックゴルフグループインターナショナルホールディングス（現・PGMホールディングス）代表取締役会長兼社長。
- 遠藤功 (1988年大学院ビジネススクール修了) ローランド・ベルガー日本法人会長。早稲田大学商学学術院教授。
- 小坂幸三（1982年アメリカン・スタディズ修士号取得）帝塚山大学文学部教授

### メディア関係
- マイリー・フラナガン（1987年）　女優。NARUTO -ナルト-の英語版のアニメで、うずまきナルトの声優。
- エイミー・ポーラー（1993年）　サタデー・ナイト・ライブの出演者。
- クリス・オドネル（1992年）　役者。映画バットマンシリーズでのロビン役で知られる。

### 企業
- ピーター・リンチ（1965年）　フィデリティ・グループの有名な投資信託委託者。教育学スクールに10億ドル以上の寄付をしているため、学部名は彼から命名。
- ハーブ・スキャンネル（1979年）　MTVの元社長。
- デニース・モリソン（1975年）　キャンベル・スープ・カンパニー最高経営責任者。
- マイク・ホワイト（1974年）　ディレクTV最高経営責任者。

### スポーツ
- マイク・ベルフィオーレ (2009年) 野球選手。MLB・ボルチモア・オリオールズ所属の投手。
- アレハンドロ・ベドヤ (2008年) アメリカ代表のサッカー選手。MLS・フィラデルフィア・ユニオン所属のMF。
- マット・ライアン（2007年）アメフト選手。NFL・アトランタ・ファルコンズの先発クォーターバック。2008年のNFLドラフトで学歴最高全体3位で指名され、同年新人王。2016年MVP。
- ティム・ハッセルベック（英語版）（2000年）アメフト選手。マットの弟。
- マット・ハッセルベック（1997年）アメフト選手。NFL・シアトル・シーホークスの先発クォーターバックとして2006年のスーパーボウルにも出場。
- スコット・ゴーマン（1986年）NHLのニューヨーク・アイランダース監督。
- ダグ・フルーティ（1984年）アメフト選手。カレッジフットボール最優秀選手に授けられるハイズマン賞を受賞。カナディアン・フットボール・リーグ（CFL）で3回優勝、最優秀選手賞記録6回受賞。
- ダレン・フルーティ（英語版）（1987年）アメフト選手。ダグの弟。
- ルーク・キークリー（2011年）アメフト選手。
- マット・ミラノ（2016年）アメフト選手。
- ジャレッド・ダドリー（2007年）バスケットボール選手。NBAのミルウォーキー・バックスに所属。
- ブルース・パール（1982年）現テネシー大学男性バスケットボールチームの監督。
- ジョー・マレン（1980年）アイスホッケー選手。2000年にホッケーの殿堂入り。
- ジェリー・ヨーク（1967年）現ボストン・カレッジの男性アイスホッケーチームの監督。1984年にボーリング・グリーン州立大学、2001年にボストン・カレッジを全米優勝に導いている。現役の監督では勝利数最多。歴代では2位。
- フランク・ハッシー（1928年）1924年オリンピックの陸上競技で金メダル。

### 教育
- ジョーセフ・マクシェーン (1972年）　フォーダム大学現大学長
- ウィリアム・バーガー（1958年）　マサチューセッツ大学元大学長。
- ロバート・ドライナン（1942年）　ボストン・カレッジ・ロースクール元学長。
- マイケル・ウォルシュ（1929年）　ボストン・カレッジとフォーダム大学の元学長。
- チャールズ・ウィリアム・ライオンズ（1904年）　ボストン・カレッジ、ジョージタウン大学、ゴンザガとセイント・ジョセフの元学長。

### 政治
- ジョン・フォーブズ・ケリー（1976年ロースクール修了）　第68代アメリカ合衆国国務長官。マサチューセッツ州選出上院議員、2004年アメリカ合衆国大統領選挙の民主党の大統領候補、アメリカ合衆国上院外交委員会委員長を歴任。
- スコット・ブラウン (1985年ロースクール修了) 前マサチューセッツ州の連邦上院議員。現米国ニュージーランド、サモア特命全権大使。
- マーティ・ウォルシュ （2009年）現ボストン市長
- ティップ・オニール（1936年）元マサチューセッツ州の連邦下院議員、元連邦下院議院長。オニール図書館の名は彼から命名。スティーブン・リンチ（1991年ロースクール修了）　現マサチューセッツ州の連邦下院議員。
- エッド・マーキー（1968年大学卒業、1972年ロースクール修了）　現マサチューセッツ州の連邦上院議員。
- マイケル・キャプアノー（1977年ロースクール修了）　元マサチューセッツ州の連邦下院議員。
- ビル・デラハント（1967年ロースクール修了）　元マサチューセッツ州の連邦下院議員。
- ボビー・スコット（1973年ロースクール修了）　現バージニア州の連邦下院議員。100年ぶりの黒人のバージニア州連邦下院議員。
- ポール・ホーズ （1978年ロースクール修了）　元ニューハンプシャー州の連邦下院議員。
- ジョーセフ・ブレナン （1961年ロースクール修了）　元メイン州知事、連邦下院議員。
- ロバート・ドライナン（1942年）　元マサチューセッツ州の連邦下院議員。連邦議員になった唯一のカトリックの神父。
- シルビオ・コンティ（1949年大学とロースクール同時卒業・修了）　元マサチューセッツ州の連邦下院議員。シルビオ・コンティ・フォーラムの名は彼から命名。
- ジェームズ・カーリー（1929年）　元ボストン市長、元マサチューセッツ州知事、元マサチューセッツ州の連邦下院議員
- モリース・トービン（1922年）　元ボストン市市長、元マサチューセッツ州知事、元労働大臣。
- ポール・セルーチ（1970年大学卒業、1973年ロースクール修了）　元マサチューセッツ州知事、元カナダ大使
- ジョン・F・フィッツジェラルド（1885年）　初のアイルランド系のボストン市市長。ジョン・F・ケネディの祖父。
- グレース・ポー（1991年）　現フィリピンの元老院（上院）議員。2016年フィリピン大統領選挙立候補者。

### 判事
- フランシス・スピナ（1971年ロースクール修了）　現マサチューセッツ州最高裁判所判事。
- ロバート・クリフォード（1962年ロースクール修了）　現メイン州最高裁判所判事。
- ジョン・ドーリー（1968年ロースクール修了）　現バーモント州最高裁判所判事。
- ウィリアム・ロビンソン（1975年ロースクール修了）　現ロードアイランド州最高裁判所判事。

### その他
- ドロシー・ウォーカー・ブッシュ（1982年）　ジョージ・ウォーカー・ブッシュ元米大統領の妹及びジョージ・H・W・ブッシュ元米大統領の二女。
- ジャック・ライアン　トム・クランシーの小説の主人公。